# اومی ساتو
اومی ساتو (انگلیسی: Omi Sato؛ زادهٔ ۲۲ دسامبر ۱۹۷۵) بازیکن فوتبال اهل ژاپن است.
از باشگاه‌هایی که در آن بازی کرده‌است می‌توان به باشگاه فوتبال ساگان توسو اشاره کرد.